# 1316
1316 (MCCCXVI) je bilo prestopno leto, ki se je po julijanskem koledarju začelo na četrtek.

## Dogodki
Velika lakota 1315-17, ki pustoši po zahodni, osrednji ter severni Evropi, doseže vrhunec. Ponovi se namreč kombinacija deževne pomladi in hladnega poletja, zato setev in žetev ponovno nista mogoči. Družbene posledice so katastrofalne: vsesplošna podhranjenost pri vseh slojih prebivalstva, porast bolezni in kriminala, množične smrti in v mnogih primerih še kanibalizem in infanticid. V najhujši stiski je zaklana vlečna živina ter zmleto skoraj vse semensko zrnje. Prav tako je izpodkopano zaupanje v institucionalne avtoritete (vladarja, plemstvo, Cerkev), kar vodi v kasnejše nerede (kmečki upori, herezije). 1317 ↔
- 1. maj - 1. september -  Ypres, Flandrija: zaradi lakote umre v petih mesecih 2.600 prebivalcev mesta Ypres, kar je okoli 10%.

### Francoski dvor
- 5. junij - Francoski kralj Ludvik X. po naporni igri kraljevega tenisa popije preveliko količino hladnega vina in stakne hudo pljučnico. Tega dne umre brez naslednika. Ker je njegova soproga Klementina Anžujska noseča že nekaj mesecev, regentstvo do rojstva verjetnega prestolonaslednika prevzame Ludvikov mlajši brat Filip V.
- 7. avgust - Lyon: regent Filip spravi sprte kardinale skupaj in organizira sklic novega konklava, na katerem je za papeža izvoljen Janez XXII.[1], 196. papež po seznamu in drugi avignonski papež.
- 15. december - Novorojeni sin umrlega Ludvika X. in Klementine Anžujske z rojstvom avtomatično postane novi in s tem najmlajši francoski kralj, kar je edini primer v francoski zgodovini. Regentstvo ohrani njegov stric Filip.↓
- 20. december → Po petih dneh umre komaj rojeni francoski kralj Ivan I.. Regent Filip V. postane novi francoski kralj. 
  - Med prvim ukrepom Filip V. nemudoma skliče pravnike, ki njegov prevzem oblasti legitimirajo s salijskim pravom, ki striktno izključuje dedovanje po ženski strani. S tem želi onemogočiti, da bi se kraljevine polastili zastopniki mladoletne navarske kraljice Ivane II., hčerke Ludvika X. iz prvega zakona s prešuštno kraljico Margareto Burgundsko.

### Vojna za ahajsko nasledstvo
- 22. februar - Bitka pri Picotinu, vojna za ahajsko nasledstvo: majorško-katalonska vojska pod vodstvom majorškega princa Ferdinanda uničujoče porazi burgundsko vojsko pod vodstvom kneza Ludvika Burgundskega, ki mu uspe pobegniti in na varnem počakati na prihod glavnine njegove vojske.
- 5. julij - Bitka pri Manoladi, vojna za ahajsko nasledstvo: odločujoča zmaga Burgundijcev pod vodstvom ahajskega kneza Ludvika Burgundskega proti majorško-katalonski vojski princa Ferdinanda, ki je v bitki ubit. Ferdinand je bil preveč neučakan, da bi počakal na okrepitve iz katalonske Atenske vojvodine, ki so bile na poti, in na majorško floto, ki je bila približno na pol poti plovbe. ↓
- 2. avgust → Ahajski knez Ludvik Burgundski ne uživa dolgo sadov zmage. Štiri tedne po bitki stakne mrzlico in umre. Možno je tudi, da je zastrupljen. Kneginja in soproga Matilda Hainauška postane ponovno vdova in dedinja propadajoče kneževine. 1318 ↔

### Ostalo
- 18. januar - Wales: začetek upora Valižanov v južnem Walesu[2] proti Angležem. Upor vodi valižanski plemič Llywelyn Bren in ima sprva uspehe, dokler se Angleži ne zorganizirajo.
- 12. marec - Umrlega srbskega kralja žepne kraljevine Srem Štefana Dragutina nasledi sin Štefan Vladislav II.. Kmalu po prevzemu oblasti ga premaga srbski kralj in njegov stric Milutin Nemanjić, ki ga potem zapre.
- 18. marec - Wales: angleška vojska pod vodstvom grofa Valižanske marke in grofa Hereforda stre upor valižanskega plemiča Llywelyna Brena, ki nase sprejme vso odgovornost spodletele vstaje. Oba angleška grofa ravnata z ujetimi uporniki z obzirnostjo. Večino jih kralj Edvard II. na priporočilo obeh pomilosti. Voditelj upora Llywelyn Bren je skupaj z družino zaprt v eno od boljših celic v Londonskem Toweru. 1318 ↔
- jesen - Litvanska vojska pod vodstvom velikega kneza Vytenisa neuspešno oblega trdnjavo križnikov Christmemel.  Nedolgo zatem umre, nasledi ga mlajši brat Gediminas, ki je prav tako pogan.
- Škotska invazija na Irsko: Velika lakota še posebej hudo udari na Irskem in zaustavi napredovanje škotskega vojskovodje[3] Edvarda Bruca, ki je v slabem letu osvojil že skoraj celotno Irsko. Vojska Edvarda Bruca se začne oskrbovati s plenjenjem, s čimer odvrne prebivalstvo od sebe. ↓
- 10. avgust → Bitka pri Athenryju: Hiberno-Normani in angleške kraljeve sile uničujoče porazijo keltske Irce iz žepnih kraljevin Connacht, Breifne, Uí Maine in Moylurg, ki so v zavezništvu Edvardom Brucom. V bitki sta ubita kralj Connachta Felim O'Connor in kralj Uí Maineja Ted O'Kelly.
- 16. december - Umrlega kana Ilkanata Oldžeituja nasledi mladoletni sin Abu Said. Začne se notranji razkroj Ilkanata, ko se za oblast v svojih okrajih potegujejo posamezne vplivne plemiške hiše.
- Umrlega oglejskega patriarha Gilla di Villalto nasledi Cassono Della Torre. 1318 ↔
- Nemški kralj Ludvik Bavarec prizna neodvisnost trem švicarskim prakantonom (Uri, Schwyz in Unterwalden) od rivalskih Habsburžanov.
- Bitka pri Granseeju, severna Nemčija: koalicija Dancev, Mecklenburžanov in poljskih Pomeranijcev pod vodstvom danskega kralja Erika VI. Menveda odločujoče porazi Brandenburžane pod vodstvom mejnega grofa Valdemarja, ki si je hotel priključiti nekaj mecklenburškega in pomeranijskega ozemlja. 1317 ↔
- Rusija: spor med tverskim knezom Mihaelom Jaroslavičem in moskovskim knezom Jurijem Danilovičem za prevlado v mestu Novgorod. Kan Zlate horde Uzbek je sprva naklonjen Mihaelu Tverskemu in ga podpre pri prevzemu oblasti v Novgorodu. 1317 ↔
- Atenska vojvodina: umrlega sicilo-aragonskega guvernerja Berengarja Estañola nasledi plemič Alfonz  Fadrique, polbrat sicilskega kralja Friderika III.
- Umrlega mameluškega delhijskega sultana Alauddina Hildžija nasledi Mubarak Šah.
- Anglija: Velika lakota drastično omeji ekonomsko dejavnost v Angliji. Poleg povišanja cen še za polovico pade vrednost funta. Rekvizicije hrane za kraljevi dvor so izjemno nepriljubljene pri vseh stanovih.

## Rojstva
- 2. marec - Robert II., škotski kralj († 1390)
- 14. maj - Karel IV. Luksemburški, rimsko-nemški cesar, češki kralj († 1378)
- 15. avgust - John Eltham, angleški princ, 1. grof Cornwall († 1336)
- 15. november - Ivan I., francoski kralj († 1316)

Neznan datum
- Fa Ngum, kralj laoške kraljevine Lan Xang († 1393)
- Konstanca Kastiljska, kastiljska kraljica, portugalska princesa († 1345)
- Magnus IV., švedski kralj († 1374)

## Smrti
- 2. marec - Marjorie Bruce, škotska princesa (* 1296)
- 12. marec - Štefan Dragutin, srbski kralj (* 1253)
- 5. junij - Ludvik X., francoski kralj (* 1289)
- 2. avgust - Ludvik Burgundski, ahajski knez (* 1297)
- 10. avgust - Felim O'Connor, irski kralj Connachta (* 1293)
- 16. december - Oldžejtu, osmi kan Ilkanata (* 1280)
- 20. december - Ivan I., francoski kralj (* 1316)
- 22. december - Egidij iz Rima, italijanski teolog in filozof (* 1243)

Neznan datum
- Alauddin Hildži, mameluški delhijski sultan (* 1266)
- Berengar Estañol, sicilo-aragonski regent Atenske vojvodine
- Gillo di Villalta, oglejski patriarh
- Guillaume Guiart, francoski kronist in pesnik
- Guo Šoudžing, kitajski astronom, hidrolog, matematik(* 1231)
- Pietro d'Abano, italijanski filozof, astrolog in zdravnik (* 1250)
- Vitenis, veliki litovski knez (* 1260)